# Бастун
Бастун е права дървена пръчка, понякога завита отгоре за по-добро хващане, която подпомага ходенето. Изработва се от ротанг, бамбук или друго меко дърво. В зависимост от употребата си бастунът може да е оставен в естествения си вид или да е допълнително обработен като лакиран или боядисан.
Около XVII и XVIII век бастунът става основен атрибут на джентълмена в Европа и заменя сабята. Освен за декорация и като символ на състояние и авторитет, бастунът служи и да изпълнява някои от функциите на сабята като оръжие. Стандартният бастун е с метална извита част отгоре където се захваща и е изработен от ротанг – вид виеща се палма.
Много от американските президенти използват бастуни или ги получават като подаръци. Някои от тях имат златни дръжки. Днес бастуните се използват основно от по-възрастни хора. Специален вид бастуни използват слепите хора.